# نیکولاس جی. کرف
نیکولاس جی. کرف (فرانسوی: Nicolas J. Cerf‎؛ زاده ۲ مارس ۱۹۶۵) یک فیزیک‌دان اهل بلژیک است.